# Comuna Brestovăț, Timiș
Brestovăț (germană Brestowatz, Banat-Brestowatz, maghiară Temes-Aga) este o comună în județul Timiș, Banat, România, formată din satele Brestovăț (reședința), Coșarii, Hodoș, Lucareț și Teș. S-a numit și Brusturi (1924-1925).

## Politică
Comuna Brestovăț este administrată de un primar și un consiliu local compus din 9 consilieri. Primarul, Eugen Dobra[*], de la Partidul Național Liberal, este în funcție din 2004. Începând cu alegerile locale din 2024, consiliul local are următoarea componență pe partide politice:
|  | Partid                    | Consilieri | Componența Consiliului | Componența Consiliului | Componența Consiliului | Componența Consiliului | Componența Consiliului | Componența Consiliului |
|  | ------------------------- | ---------- | ---------------------- | ---------------------- | ---------------------- | ---------------------- | ---------------------- | ---------------------- |
|  | Partidul Național Liberal | 6          |                        |                        |                        |                        |                        |                        |
|  | Partidul Puterii Umaniste | 2          |                        |                        |                        |                        |                        |                        |
|  | Partidul Social Democrat  | 1          |                        |                        |                        |                        |                        |                        |

## Demografie
Componența etnică a comunei Brestovăț
     Români (85,78%)
     Slovaci (2,96%)
     Alte etnii (0,89%)
     Necunoscută (10,37%)
Componența confesională a comunei Brestovăț
     Ortodocși (77,93%)
     Romano-catolici (8,3%)
     Baptiști (1,48%)
     Greco-catolici (1,19%)
     Alte religii (0,74%)
     Necunoscută (10,37%)
Conform recensământului efectuat în 2021, populația comunei Brestovăț se ridică la 675 de locuitori, în creștere față de recensământul anterior din 2011, când fuseseră înregistrați 674 de locuitori. Majoritatea locuitorilor sunt români (85,78%), cu o minoritate de slovaci (2,96%), iar pentru 10,37% nu se cunoaște apartenența etnică. Din punct de vedere confesional, majoritatea locuitorilor sunt ortodocși (77,93%), cu minorități de romano-catolici (8,3%), baptiști (1,48%) și greco-catolici (1,19%), iar pentru 10,37% nu se cunoaște apartenența confesională.

## Personalități născute aici
- Ioan Toman (n. 1959), trăgător de tir.

## Legături externe

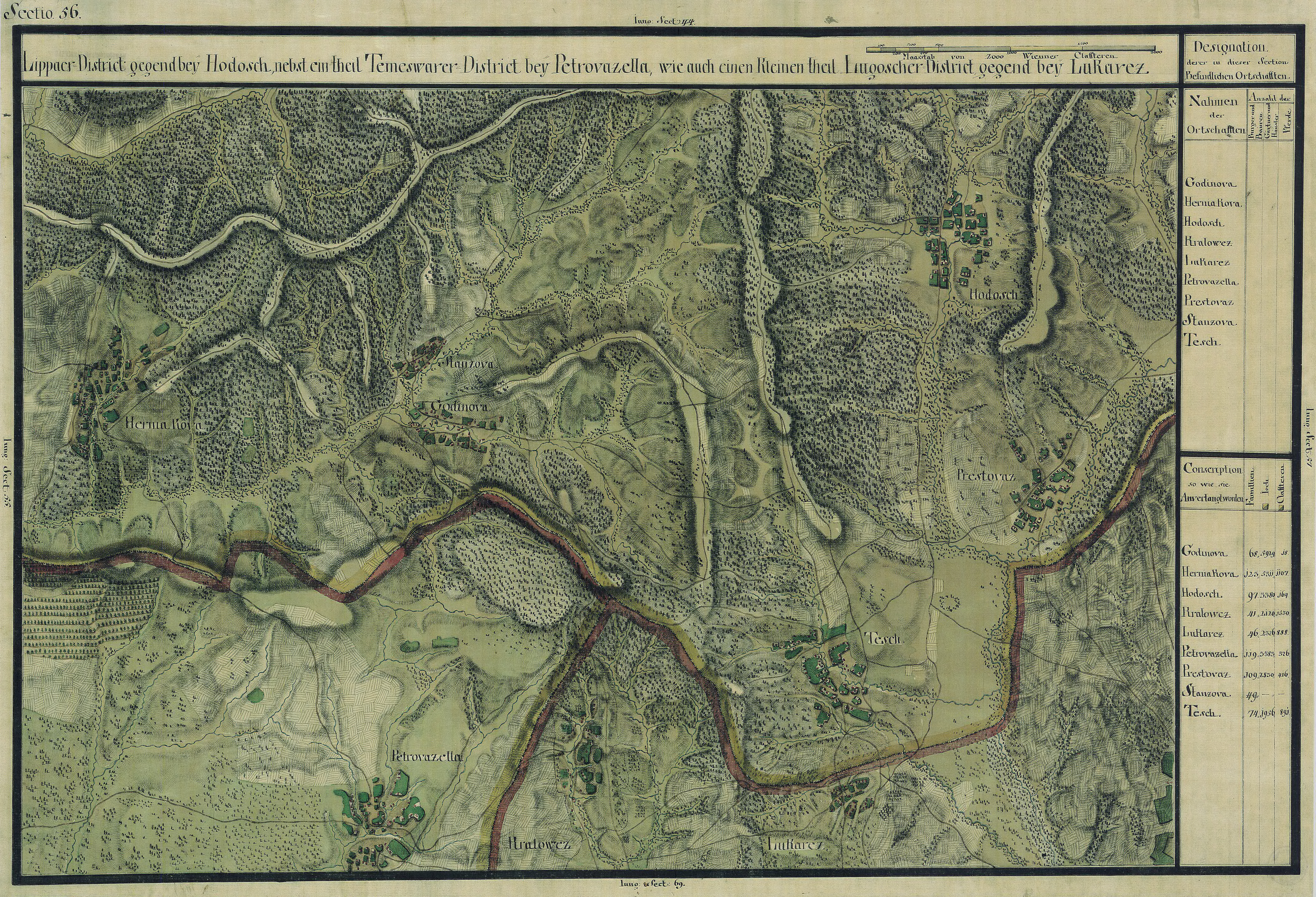
Brestovăţ în Harta Iosefină a Banatului, 1769-72

## Vezi și
- Biserica de lemn din Lucareț